# Gauchy
Gauchy is een gemeente in het Franse departement Aisne (regio Hauts-de-France). De gemeente telde 5.197 inwoners op 1 januari 2022. De plaats maakt deel uit van het arrondissement Saint-Quentin.

## Geschiedenis
In 962 werd het gebied aan de Abdij van Homblières geschonken door graaf Arnulf I van Vlaanderen. Het gebied was toen nog een moerassig gebied op de linkeroever van de Somme. Hiervan zou de naam van de plaats zijn afgeleid (gauche is links in het Frans). In 1189 werd de plaats geschonken aan de Abdij van Isle. In de 14e en 15e eeuw zou er klooster zijn gevestigd in Gauchy, maar hiervan zijn er geen materiële sporen meer. In de late middeleeuwen was de plaats een heerlijkheid en telde acht boerderijen en een molen. In 1557 werd de plaats grotendeels verwoest in het kader van de Slag bij Saint-Quentin. In 1698 waren er al opnieuw 112 inwoners.
Op 19 januari 1871 tijdens de Frans-Duitse Oorlog vond de Slag bij de Moulin de Tous-Vents bij Gauchy. En ook in 1917 tijdens de Eerste Wereldoorlog was er zware schade.
In 1923 opende een textielfabriek in Gauchy. De fabriek in Fresnoy-le-Grand was tijdens de oorlog volledig verwoest en de keuze viel op het eveneens verwoest Gauchy dat gunstig gelegen was aan een spoorlijn (geopend in 1850) om een nieuwe fabriek te bouwen. Deze textielfabriek, eerst onder de naam La Viscose Française, daarna TAG (Textiles Artificiels de Gauchy) en vanaf 1924 CTA (Comptoir des Textiles Artificiels), bracht welvaart en een toestroom van arbeiders en nieuwe inwoners uit Saint-Quentin en omgeving en ook uit Polen. De bevolking groeide van 574 in 1921 naar 2529 in 1926. In de jaren 50 en 60 van de 20e eeuw kwamen immigranten uit Marokko en Algerije om te werken in de textielindustrie. De firma werd in 1971 gekocht door de groep Rhône-Poulenc en werd RPT (Rhône-Poulenc-Textile). Toen was de neergang al ingezet door de concurrentie uit Azië. In de plaats kwam er wel nieuwe industrie.

## Geografie
De oppervlakte van Gauchy bedroeg op 1 januari 2022 6,24 vierkante kilometer; de bevolkingsdichtheid was toen 832,9 inwoners per km².
De onderstaande kaart toont de ligging van Gauchy met de belangrijkste infrastructuur en aangrenzende gemeenten.

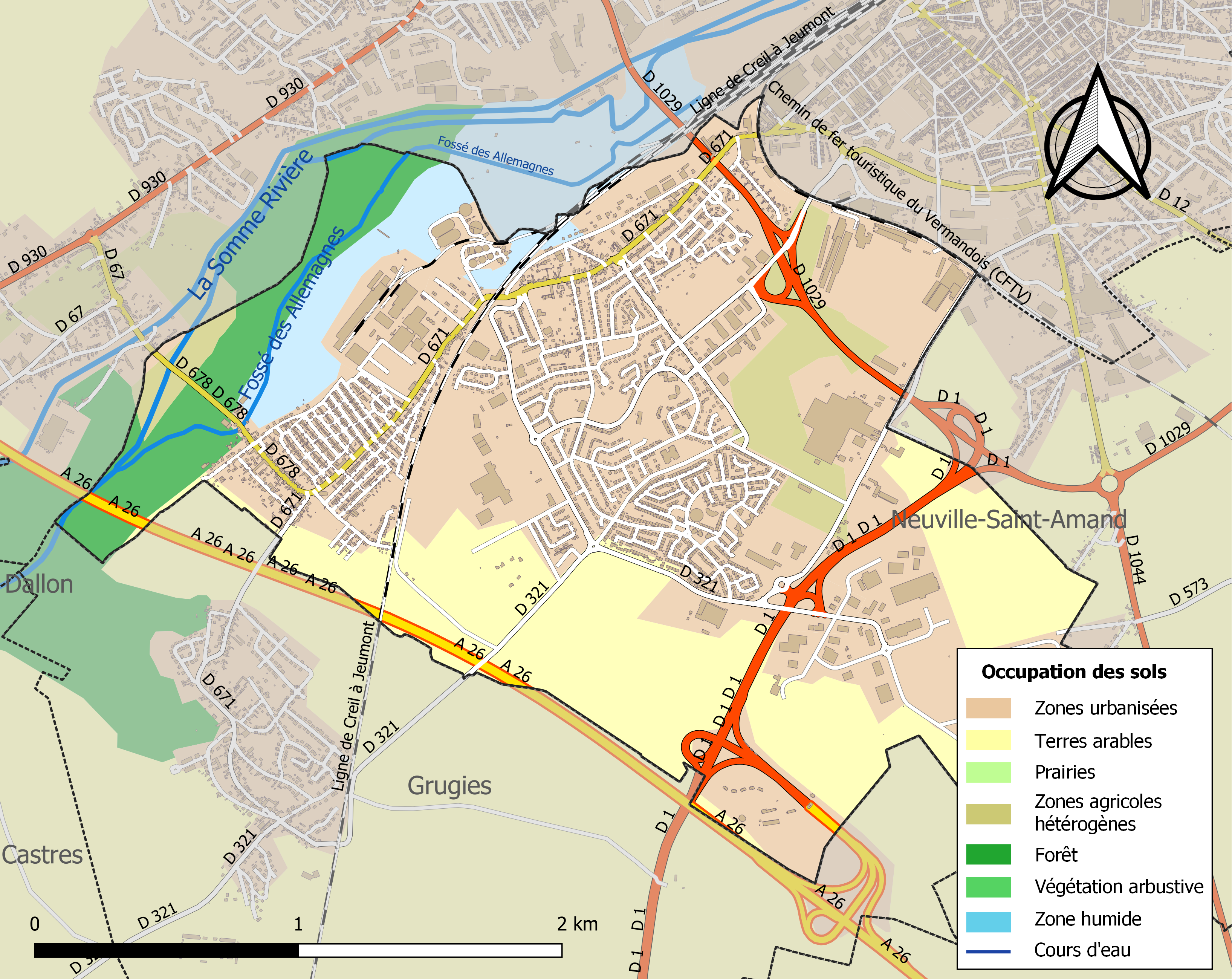

## Demografie
Onderstaande figuur toont het verloop van het inwonertal (bron: INSEE-tellingen).
Vanwege een beveiligingsprobleem met de MediaWiki Graph-software is het momenteel niet mogelijk deze grafiek weer te geven. Zodra de software is bijgewerkt zal de grafiek vanzelf weer zichtbaar worden.